# Liste der Biografien/Para
Liste der Biografien |
Portal Biografien |
Personensuche
# |
A |
B |
C |
D |
E |
F |
G |
H |
I |
J |
K |
L |
M |
N |
O |
P |
Q |
R |
S |
T |
U |
V |
W |
X |
Y |
Z |
?
 
Pa |
Pc |
Pe |
Pf |
Ph |
Pi |
Pj |
Pk |
Pl |
Pm |
Pn |
Po |
Pr |
Ps |
Pt |
Pu |
Pv |
Pw |
Py
 
Paa |
Pab |
Pac |
Pad |
Pae |
Paf |
Pag |
Pah |
Pai |
Paj |
Pak |
Pal |
Pam |
Pan |
Pao |
Pap |
Paq |
Par |
Pas |
Pat |
Pau |
Pav |
Paw |
Pax |
Pay |
Paz
 
Para |
Parb |
Parc |
Pard |
Pare |
Parf |
Parg |
Parh |
Pari |
Park |
Parl |
Parm |
Parn |
Paro |
Parp |
Parq |
Parr |
Pars |
Part |
Paru |
Parv |
Parw |
Pary |
Parz
Die Liste der Biografien führt alle Personen auf, die in der deutschsprachigen Wikipedia einen Artikel haben. Dieses ist eine Teilliste mit 163 Einträgen von Personen, deren Namen mit den Buchstaben „Para“ beginnt.

## Para
- Pará (* 1986), brasilianischer Fußballspieler
- Pará (* 1995), brasilianischer Fußballspieler
- Para One (* 1979), französischer Musikproduzent und Techno-DJ
- Para, Arnaldo, san-marinesischer Politiker

### Parab
- Parabosco, Girolamo († 1557), italienischer Autor, Komponist, Organist und Dichter der Renaissance

### Parac
- Paracciani Clarelli, Nicola (1799–1872), italienischer Kardinal und Erzpriester des Petersdoms
- Paracciani, Giandomenico (1646–1721), italienischer Kardinal
- Paracelsus († 1541), Arzt, Alchemist, Astrologe, Naturforscher, Mystiker, Laientheologe und PhilosophParacelsus († 1541)

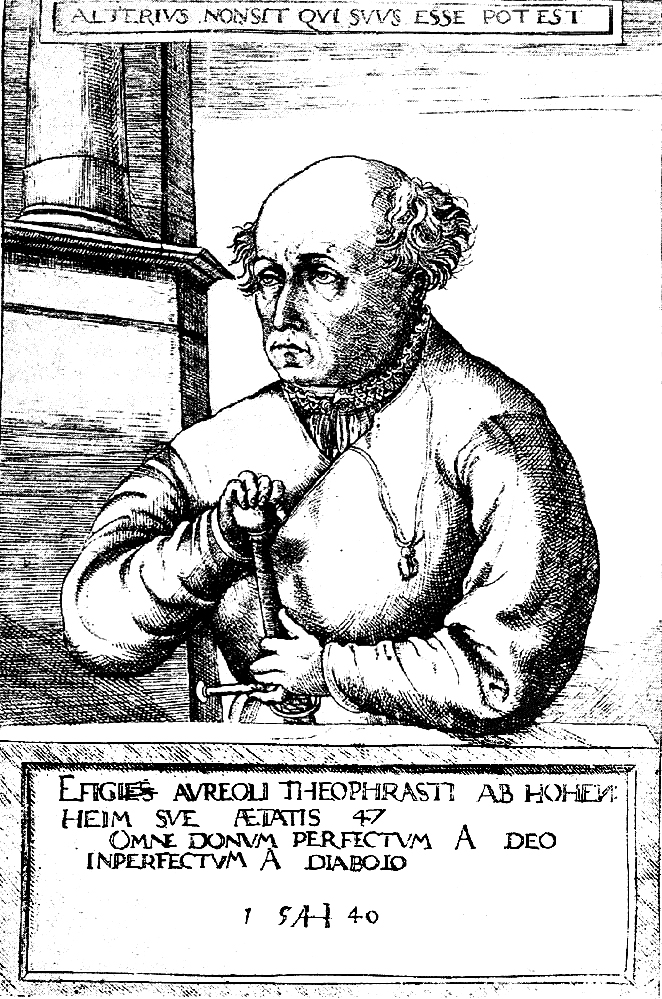
Paracelsus († 1541)

- Parachnewitsch, Witalij (* 1969), sowjetisch-tadschikischer Fußballspieler
- Parachonka, Witalij (* 1993), belarussischer Kurzstreckenläufer

### Parad
- Parada, Alejandro (* 2004), kubanischer Weitspringer
- Parada, António Freitas (* 1935), osttimoresischer Lehrer und indonesischer Beamter
- Parada, David (* 1987), spanischer Fußballspieler
- Parada, Jaime (* 1977), chilenischer Historiker und Politiker
- Parada, Lidia (* 1993), spanische Speerwerferin
- Parada, Manuel (1911–1973), spanischer Filmkomponist
- Parada, Victor (* 2002), spanischer Fußballspieler
- Paradeis, Franz (1871–1941), württembergischer Oberamtmann
- Paradeis, Franz Josef (1860–1936), deutscher praktischer Arzt und Heimatforscher
- Paradeiser, Marian († 1775), österreichischer Komponist und Benediktinermönch
- Paradellis, Nikoferis Themistokeles (1942–2002), griechischer Physiker
- Paradera, Arturo, uruguayischer Politiker
- Paradera, Francisco (* 1895), uruguayischer Politiker
- Paradies, Ewa (1920–1946), deutsche KZ-Aufseherin
- Paradies, Gerald (1956–2016), deutscher Schauspieler und Synchronsprecher
- Paradies, Pietro Domenico (1707–1791), italienischer Komponist und Lehrer
- Paradies, Sabrina (* 1977), deutsches Fotomodell sowie Schönheitskönigin
- Paradijs, Jan van (1946–1999), niederländischer Astrophysiker
- Paradijs, Nicolaas (1740–1812), niederländischer Mediziner
- Paradin, Guillaume (1510–1590), französischer Schriftsteller und Historiker
- Paradinas, Mike (* 1971), britischer Musiker
- Paradis, Alysson (* 1982), französische SchauspielerinAlysson Paradis (* 1982)

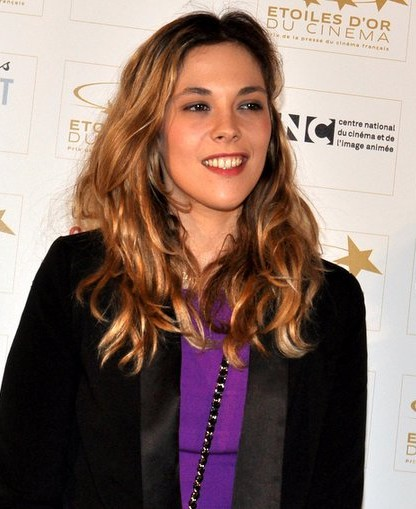
Alysson Paradis (* 1982)

- Paradis, François (* 1957), kanadischer Politiker und Journalist, Präsident der Nationalversammlung von Québec
- Paradis, Maria Theresia (1759–1824), österreichische Pianistin, Sängerin (Sopran), Komponistin und Musikpädagogin
- Paradis, Marie (1778–1839), französische Alpinistin
- Paradis, Matt (* 1989), US-amerikanischer American-Football-Spieler
- Paradis, Pascale (* 2002), kanadische Biathletin und Skilangläuferin
- Paradis, Vanessa (* 1972), französische Sängerin, ein Model und SchauspielerinVanessa Paradis (* 1972)

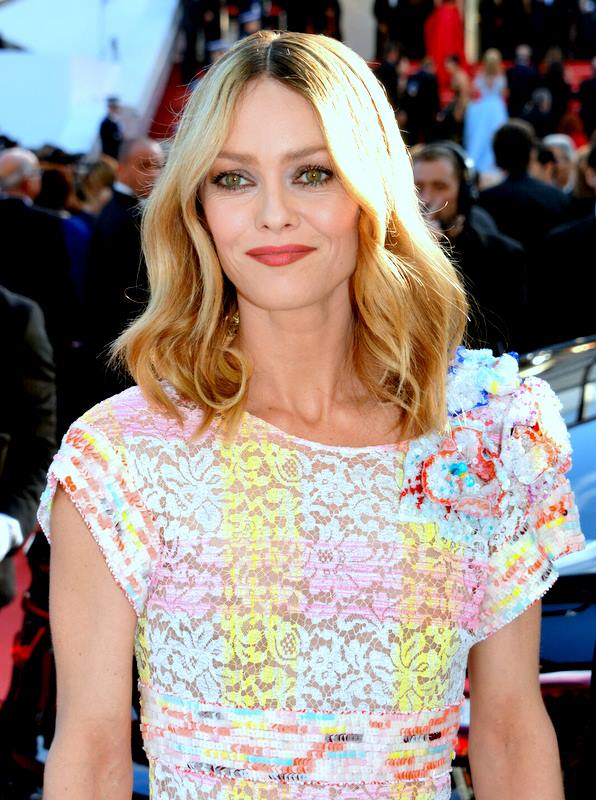
Vanessa Paradis (* 1972)

- Paradis-Mangon, Pascale (* 1966), französische Tennisspielerin
- Paradis-Schlang, Ilka (* 1944), deutsche Romanautorin
- Paradise Oskar (* 1990), finnischer Singer-Songwriter
- Paradisi, Giulio (* 1934), italienischer Filmregisseur, Schauspieler und Drehbuchautor
- Paradiso, Antonio (* 1965), italienischer Schauspieler
- Paradiso, Antonio (* 1965), Schweizer Fussballspieler
- Paradiso, Massimo (* 1968), italienischer Ruderer
- Paradiso, Tommaso (* 1983), italienischer Cantautore (Liedermacher)
- Parado, María (1777–1822), peruanische Revolutionärin, die während des Unabhängigkeitskampfes von den Spaniern erschossen wurde
- Paradol, Lucinde (1798–1843), französische Schauspielerin
- Paradorn Srichaphan (* 1979), thailändischer Tennisspieler
- Paradot, Rod (* 1996), französischer Filmschauspieler
- Paradowska, Janina (1942–2016), polnische Journalistin
- Paradowska, Maria (1932–2011), polnische Historikerin, Ethnografin und Professorin der Polnischen Akademie der Wissenschaften
- Paradowska, Renata (* 1970), polnische Langstreckenläuferin
- Paradowski, Janusz (1930–2013), polnischer Radrennfahrer
- Paradschanow, Sergei Iossifowitsch (1924–1990), armenischer FilmregisseurSergei Iossifowitsch Paradschanow (1924–1990)

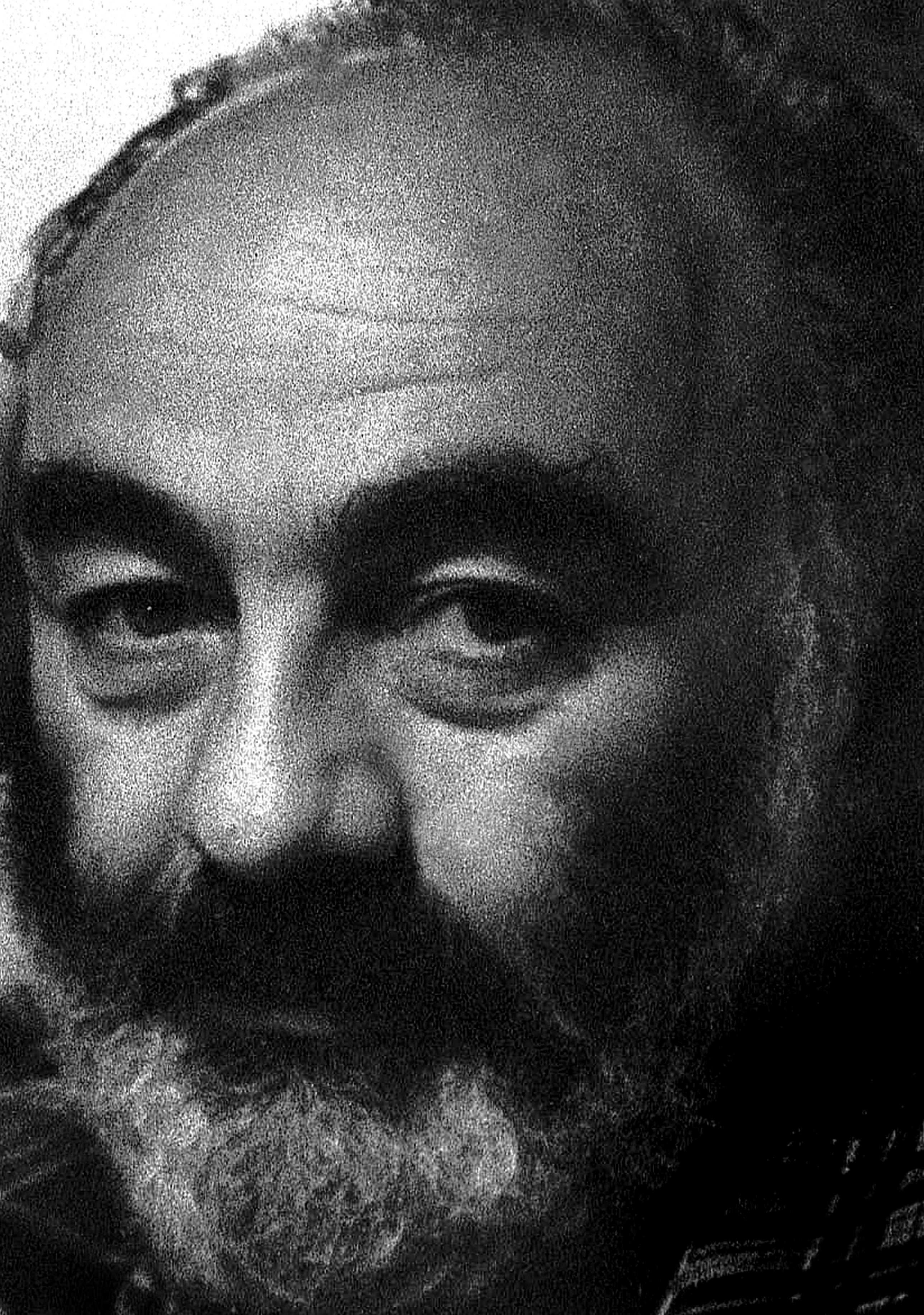
Sergei Iossifowitsch Paradschanow (1924–1990)

- Parady, Hersha (1945–2023), US-amerikanische Schauspielerin
- Paradžik, Božo (* 1969), kroatischer Kontrabassist
- Paradzik, Paula (* 2006), deutsche Basketballspielerin
- Paradzik, Zvonimir (* 1977), deutscher Basketballspieler

### Parae
- Paraemhab, Hoherpriester in Heliopolis
- Paraemheb, altägyptischer Goldschmied
- Parãense, Guilherme (1884–1968), brasilianischer Sportschütze

### Parag
- Paraga, Dobroslav (* 1960), kroatischer Politiker
- Parages, Pedro (1883–1950), spanischer Fußballspieler, -trainer und -funktionär
- Paragi, Ferenc (1953–2016), ungarischer Leichtathlet
- Paragone, Gianluigi (* 1971), italienischer Politiker und Journalist
- Paragulgow, Magomed (* 1994), kasachischer Fußballspieler

### Parah
- Paraherwenemef, altägyptischer Prinz, Sohn von Ramses II.

### Parai
- Paraíba, Dudu (* 1985), brasilianischer Fußballspieler
- Paraíba, Jaílton (* 1990), brasilianischer Fußballspieler
- Parain, Brice (1897–1971), französischer Philosoph und Essayist
- Paraina, Auguste, madagassischer Politiker, Minister und Botschafter
- Paraíso, Albertina (1864–1954), Dichterin, Journalistin und Frauenrechtlerin

### Paral
- Páral, Vladimír (* 1932), tschechischer Schriftsteller
- Paralluelo, Salma (* 2003), spanische Leichtathletin und FußballspielerinSalma Paralluelo (* 2003)

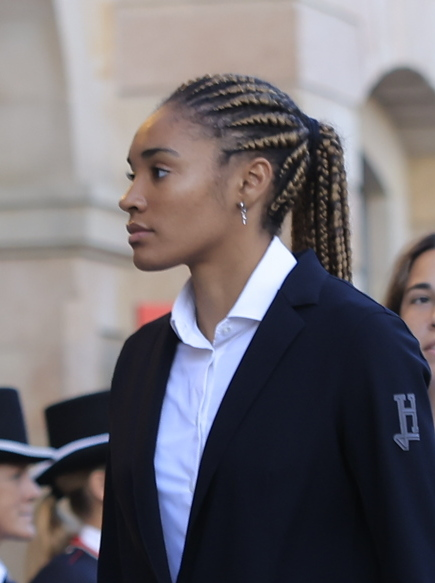
Salma Paralluelo (* 2003)

- Paraluman (1923–2009), philippinische Schauspielerin
- Părăluță, Andreea (* 1994), rumänische Fußballspielerin

### Param
- Paramaditha, Intan (* 1979), indonesische Schriftstellerin
- Paramanuchit Chinorot (1790–1853), Oberster Mönchspatriarch Thailands
- Parameshvara († 1460), indischer Mathematiker und Astronom
- Parameswara (* 1344), malaysischer König
- Paraminski, Leona (* 1979), kroatische Schauspielerin
- Paramonos, antiker griechischer Portraitmaler
- Paramonow, Sergei Wladimirowitsch (1961–1998), russisch-sowjetischer Kinder-Sänger
- Paramonow, Serhij (* 1945), sowjetischer Degenfechter
- Paramor, Norrie (1914–1979), britischer Musiker und Musikproduzent
- Paramoschkin, Juri Georgijewitsch (* 1937), sowjetischer Eishockeyspieler
- Paramyhina, Swjatlana (* 1965), belarussische Biathletin

### Paran
- Paraná, Marquinhos (* 1977), brasilianischer Fußballspieler
- Paranaguá, Paulo Antônio de (* 1948), brasilianischer Filmwissenschaftler
- Paranaguá, Paulo Henrique de (1922–1995), brasilianischer Diplomat
- Paranang, Orawan (* 1997), thailändische Tischtennisspielerin
- Parandij, Olessja (* 1991), ukrainische Handballspielerin
- Parandowski, Jan (1895–1978), polnischer Schriftsteller, Essayist und Literaturübersetzer
- Parandsem, Königin von Armenien
- Paranhos Júnior, José Maria da Silva (1845–1912), brasilianischer Politiker
- Paranosic, Milica (* 1968), serbisch-amerikanische Komponistin und Musikpädagogin
- Parant, Narcisse (1794–1842), französischer Politiker und Bildungsminister

### Parao
- Paraoánu, Aranka (* 1974), ungarische Fußballnationalspielerin

### Parap
- Parapani, Aristidh (1926–1979), albanischer Fußballspieler
- Parapatits, Joachim (* 1981), österreichischer Fußballspieler und -trainer
- Parapullil, Peter (* 1949), indischer Geistlicher, emeritierter römisch-katholischer Bischof von Jhansi
- Parapunow, Radoslaw (* 1997), bulgarischer Volleyballnationalspieler

### Paraq
- Paraquin, Ernst (1876–1957), deutscher und türkischer Offizier

### Paras
- Parascandola, Antonio (1902–1977), italienischer Mineraloge und Vulkanologe
- Parascandolo, Renato (* 1945), italienischer Journalist, Autor und Dozent sowie Fernsehdirektor
- Paraschiv, Gabriel (* 1978), rumänischer Fußballspieler
- Paraschiv, Sorin (* 1981), rumänischer Fußballspieler
- Paraschiv, Vasile (1928–2011), rumänischer Aktivist und Dissident
- Paraschiva, Tudor (1919–1967), rumänischer Fußballspieler und -trainer
- Paraschivescu, Dumitru (1923–2006), rumänischer Geher
- Paraschkewow, Amwrosij (1942–2020), bulgarischer Geistlicher, Metropolit von Dorostol der bulgarisch-orthodoxen Kirche
- Paraschos, Achilleas (1838–1895), griechischer Dichter
- Paraschtschenko, Andrei (* 1969), belarussischer Handballspieler und -funktionär
- Paraschtschuk, Mychajlo (1878–1963), ukrainischer Bildhauer
- Parash, Ahsan Habib, bangladeschischer Badmintonspieler
- Parash, Mahmoud (* 1982), iranischer Bahn- und Straßenradrennfahrer
- Parash, Mohammad (* 1987), iranischer Bahn- und Straßenradrennfahrer
- Parashu, Dimitrios, griechischer Rechtswissenschaftler
- Parasie, Luitgardis (* 1954), deutsche evangelische Pastorin, Familientherapeutin und Autorin
- Parasie, Ruth (1924–2012), deutsche Politikerin (CDU), MdL
- Paraske, Larin (1834–1904), finnische Runensängerin
- Paraskeva Pyatnitsa, Predigerin, Märtyrerin und Heilige
- Paraskeva von Rom, Märtyrerin und Heilige
- Paraskevaídis, Graciela (1940–2017), argentinische Komponistin und Musikwissenschaftlerin
- Paraskevi von Iași, asketische HeiligeParaskevi von Iași

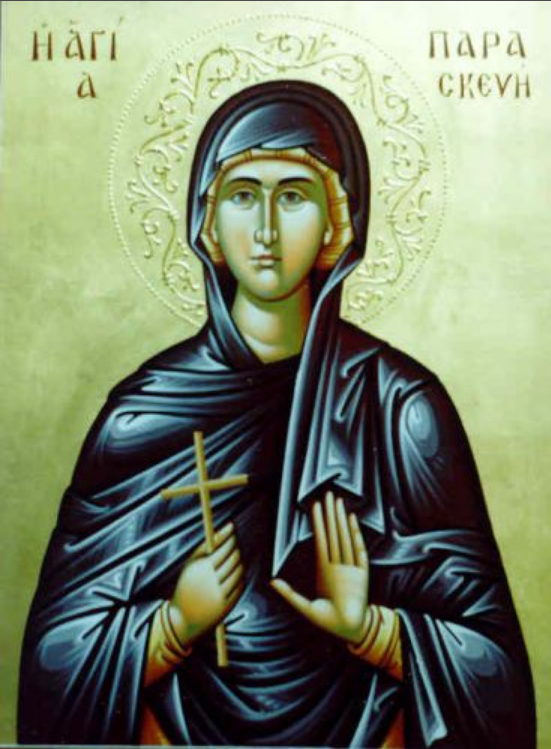
Paraskevi von Iași

- Paraskevin-Young, Connie (* 1961), US-amerikanische Radrennfahrerin
- Paraskevopoulos, Georgios, griechischer Radsportler
- Paraskevopoulos, Ioannis (1900–1984), griechischer Politiker
- Paraskevopoulos, John Stefanos (1889–1951), Astronom
- Paraskevopoulos, Panagiotis (1875–1956), griechischer Leichtathlet
- Paraskos, Margaret (* 1959), Künstlerin
- Parastui, Parviz (* 1955), iranischer Schauspieler

### Parat
- Parat, Pierre (1928–2019), französischer Architekt
- Paratee, Dao (1981–2010), thailändische Schauspielerin
- Paratore, Anthony (* 1944), US-amerikanischer Pianist
- Paratore, Giuseppe (1876–1967), italienischer Politiker
- Paratore, Joseph (* 1948), US-amerikanischer Pianist
- Paratowa, Julija (* 1986), ukrainische Gewichtheberin
- Paratte, Ludovic (* 1992), Schweizer Fussballspieler

### Parav
- Paravac, Borislav (* 1943), bosnischer Politiker und ehemaliger Präsident
- Paravac, Ivan (* 2001), kroatischer Stabhochspringer
- Paravel, Véréna (* 1971), französische Anthropologin, Filmemacherin, Videokünstlerin und Fotografin
- Paravicini, Fridolin (1742–1802), Schweizer Offizier und Ratsherr in Glarus
- Paravicini, Friedrich (* 1974), französisch-deutscher Jazzmusiker (Klavier, Akkordeon, Komposition)
- Paravicini, Heinrich (* 1971), deutscher Designer
- Paravicini, Johannes Andreas (1710–1771), Diplomat der niederländischen Ostindien-Kompanie in Südostasien
- Paravicini, Louis (1811–1878), deutscher Bürgermeister und Politiker (NLP), MdR
- Paravicini, Mathilde (1875–1954), Schweizer Humanistin
- Paravicini, Rudolf (1815–1888), Schweizer Unternehmer und Offizier
- Paravicini, Vincenz (1595–1678), Schweizer reformierter Geistlicher
- Paravicini, Walther (* 1976), deutscher Mathematikdidaktiker
- Paravicini, Werner (* 1942), deutscher Historiker und Mediävist
- Paravicini-Blumer, Emilie (1808–1885), Schweizer Sozialaktivistin und Homöopathin
- Paravicini-Vogel, Mary (1912–2002), Schweizer Politikerin (LdU), Frauenrechtlerin, Natur- und Tierschützerin
- Paravidino, Fausto (* 1976), italienischer Autor, Regisseur und Filmschauspieler
- Paravisi, Angelo (1930–2004), italienischer Geistlicher, katholischer Bischof

### Paraw
- Parawjan, Dawid Arturowitsch (* 1998), russischer Schachspieler armenischer Abstammung

### Paray
- Paray, Paul (1886–1979), französischer Dirigent und Komponist
- Parayko, Colton (* 1993), kanadischer Eishockeyspieler

### Paraz
- Paraz, Albert (1899–1957), französischer Schriftsteller
- Paražinskaitė, Akvilė (* 1996), litauische Tennisspielerin
- Parazynski, Scott E. (* 1961), US-amerikanischer AstronautScott E. Parazynski (* 1961)

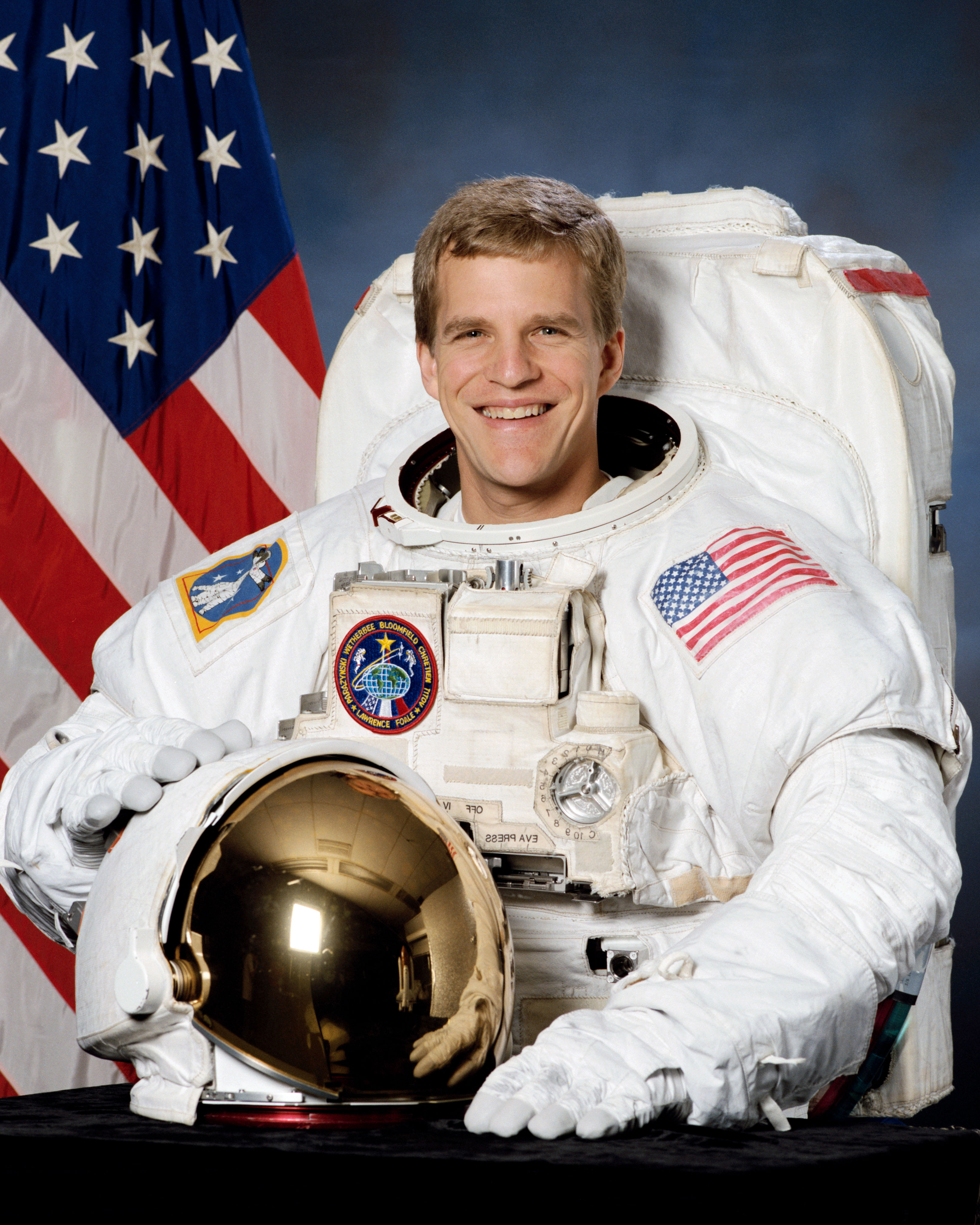
Scott E. Parazynski (* 1961)